# 17917 Картан
17917 Картан (17917 Cartan) — астероїд головного поясу, відкритий 15 квітня 1999 року.
Тіссеранів параметр щодо Юпітера — 3,409.
Названо на честь французького математика, члена Паризької АН з 1931 року Елі Картана (1869—1951).